# Froskepôlemolen
De Froskepôlemolen (vaak foutief gespeld als Froskepôllemolen) (Fries: Froskepôlemûne) is een poldermolen aan de zuidoostelijke rand van de stad Leeuwarden, in de Nederlandse provincie Friesland.

## Beschrijving
De Froskepôlemolen, een maalvaardige grondzeiler, werd oorspronkelijk in 1896 gebouwd aan de Zwette, waar hij twee polders van samen 350 ha bemaalde: het Huizumer en het Goutumer Nieuwland. Hij werd aanvankelijk de Zwettemolen genoemd. De molen werd voorzien van zelfzwichting, hoewel die in 1940 nog maar op een van de roeden aanwezig was. De molen, die in 1958 door de gemeente Leeuwarden was aangekocht, moest wijken bij de aanleg van een industrieterrein. Op 25 april 1962 werd hij op twee dekschuiten over het Van Harinxmakanaal naar zijn tegenwoordige locatie op het recreatie-eiland De Froskepôle overgebracht en daar gerestaureerd. Hij bemaalt daar sindsdien de vijvers op dit eiland.
In 1987/1988 werd de Froskepôlemolen voor het laatst gerestaureerd. De molen is op afspraak te bezichtigen.